# 维图里宫

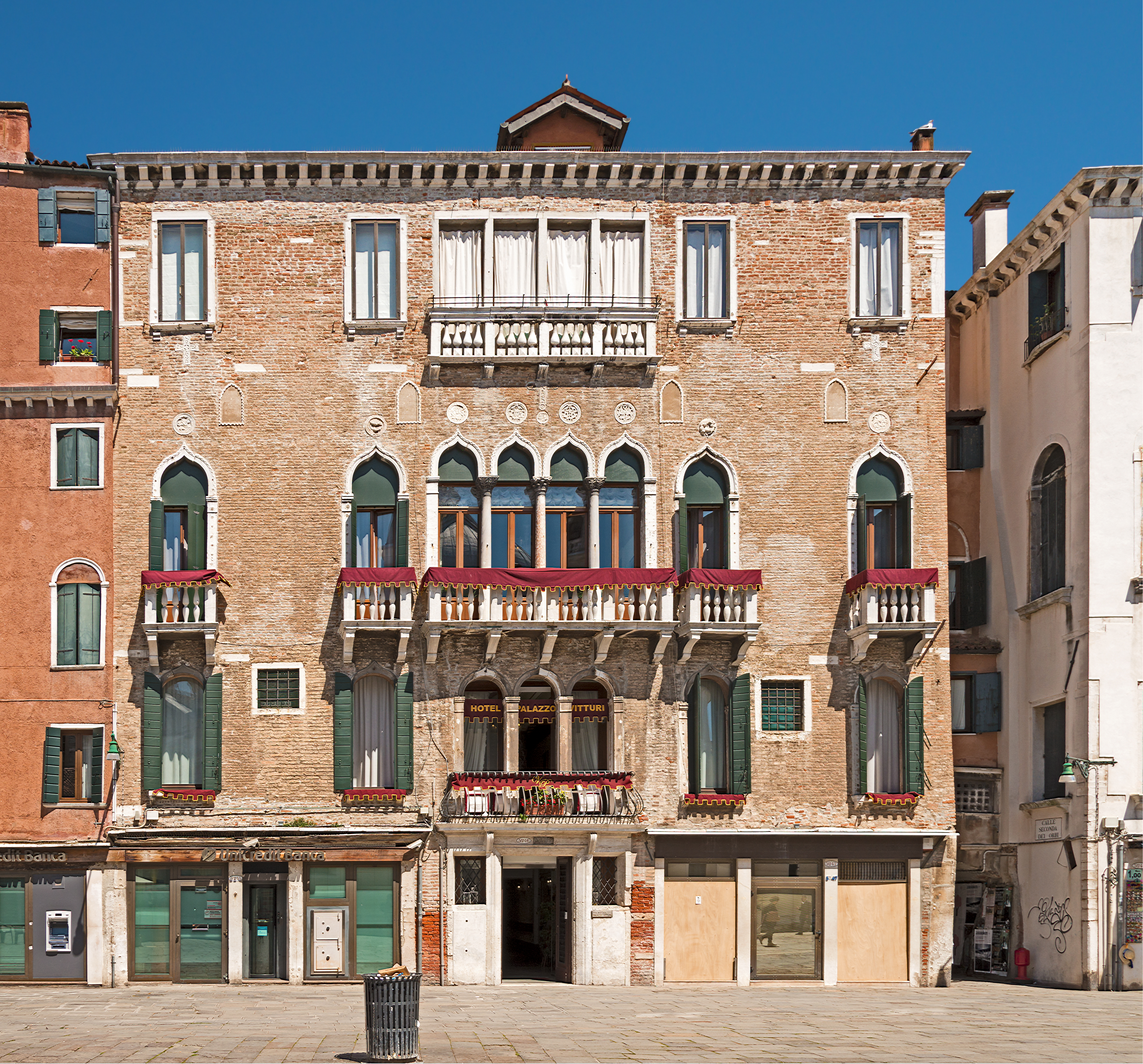

维图里宫（Palazzo Vitturi）是威尼斯的一座宫殿，位于城堡区的至美圣玛利亚广场东北侧，是广场上最古老的建筑物。

## 历史
维图里宫是一座非常古老的建筑，建于十三世纪下半叶，几个世纪以来，它经历了翻新和现代化改造，但并没有影响其原有结构。维图里宫的立面为19世纪拜占庭风格。内部保存了一些壁画。
今天，维图里宫情况良好，是酒店和商业活动的所在地。